# Santa sangre (película)

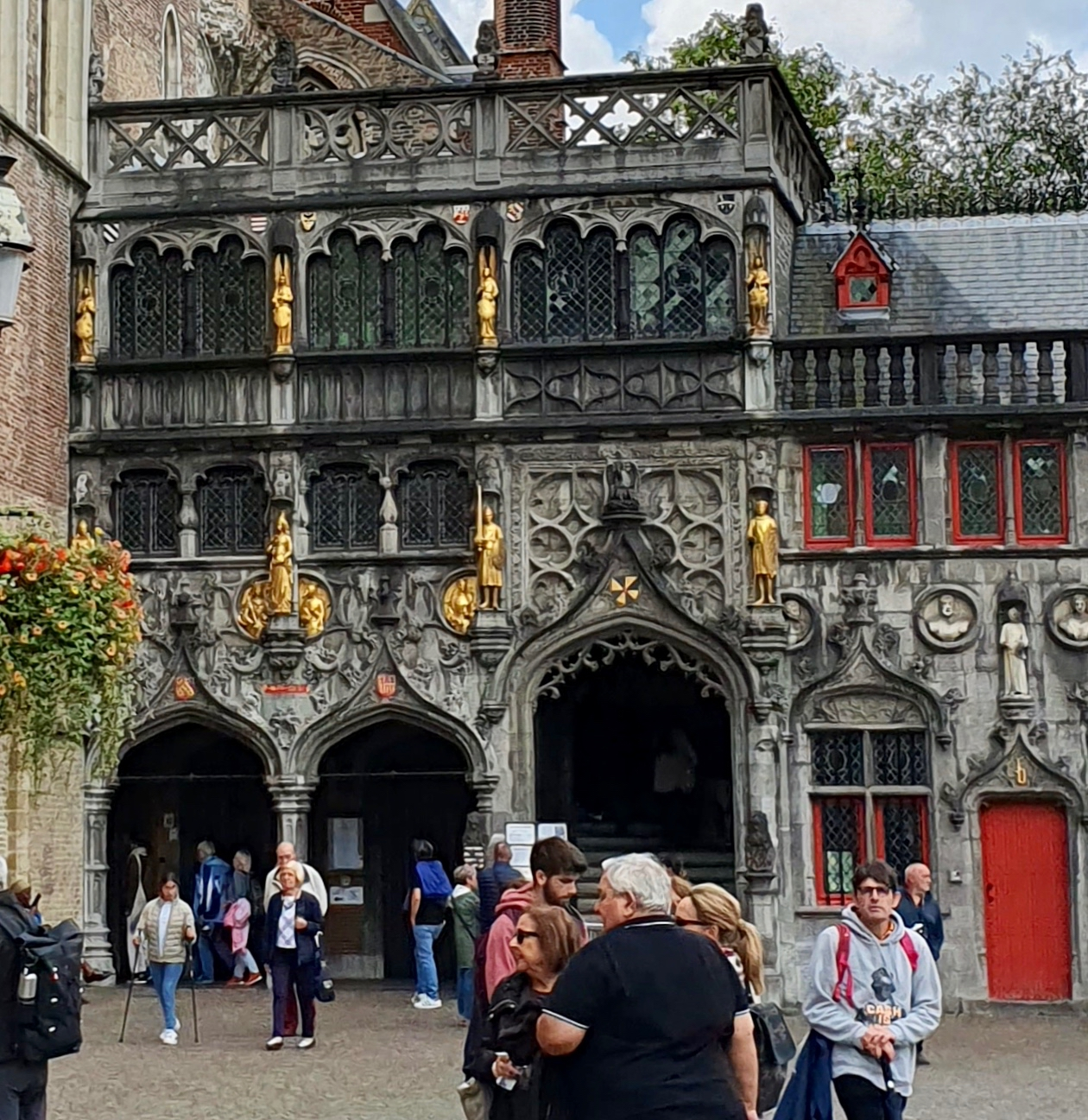
Santa sangre (película)

Santa sangre es una película mexicana de thriller psicológico, surrealismo y terror de 1989, escrita y dirigida por Alejandro Jodorowsky y protagonizada por Cristóbal Jodorowsky, Blanca Guerra y Guy Stockwell. Esta película es famosa por su recargada mezcla de simbología mágica, referencias psicoanalíticas y profundo tono místico, por lo cual la misma se presta a un análisis filosófico-psicológico.

## Sinopsis
Narra algunos episodios de la infancia y edad adulta de Fénix y su relación con su madre Concha y su padre Orgo, todos una familia dedicada al espectáculo circense. Cuando era pequeño, Fénix vivía en un circo del que su padre era el dueño, además del lanzador de cuchillos. Concha era la sacerdotisa de una iglesia que veneraba como santa a una niña cuyos brazos le fueron arrancados mientras la violaban. La llegada de una mujer tatuada al circo junto a su protegida, una equilibrista sordomuda llamada Alma, propicia que el padre de Fénix protagonice múltiples infidelidades en su compañía. El derribo de la iglesia de Concha, aunado a las infidelidades de Orgo, acaban con la paciencia de la mujer, quien ataca a su marido y es mutilada por éste, que se suicida delante de Fénix poco después. Fénix y Alma, quienes habían desarrollado una amistad, son separados tras el hecho.
Ahora, Fénix es un joven recluido en un psiquiátrico.

## Reparto
- Cristóbal Jodorowsky ... Fénix
- Blanca Guerra ... Concha
- Guy Stockwell ... Orgo
- Thelma Tixou ... Mujer tatuada
- Sabrina Dennison ... Alma
- Faviola Elenka Tapia ... Alma joven
- Adan Jodorowsky ... Fénix joven
- Teo Jodorowsky ... Proxeneta
- Gloriella ... Rubí